# Marie Bernátková
Marie Bernátková (roz. Macurová; 22. října 1857 Čeladná – 4. května 1969 Zašová) byla česká žena, která se dožila téměř 112 let, čímž byla nejstarší občankou Československa. Podle Gerontology Research Group byla době svého úmrtí nejstarším tehdy žijícím člověkem. Po většinu života žila v Horní Bečvě. 
Narodila se jako nejstarší dítě v chudé rodině kováře Jiřího Macury a jeho o 10 let starší ženy Johany roz. Pajurkové. V roce 1882 se ve svých 25 letech vdala za podruha Františka Bernátka. Žili v Horní Bečvě na pasekách v čp. 194, během manželství se jim narodilo 8 dětí, ale jen tři se dožily dospělosti, Marie (*1883), Anna (*1885) a Josef (*1897). Rodina byla chudá, v roce 1900 podle sčítání lidu pracovali manželé jako lesní dělníci a měli jen 3 slepice. Muž František zemřel v roce 1904.
Po smrti manžela se Marie s dětmi přestěhovala do domácnosti své nejstarší provdané dcery Marie do Horní Bečvy čp. 241, kde pomáhala v hospodářství a prožila většinu svého života. Pracovala také jako pokojská hotelu, v letní sezóně si také přivydělávala sběrem lesních plodů.
Od 100 let věku se oslavy jejích narozenin setkávaly se zájmem lokálních i celostátních médií. Panovaly nejasnosti s přesným datem jejího narození, které bylo původně uváděno v červenci 1858, po úředním prověření matričních zápisů bylo zjištěno skutečné datum jejího narození v říjnu 1857. V roce 1965, kdy jí bylo 108 let, se přestěhovala do domova důchodců v Zašové v budově bývalého kláštera trinitářů, kde prožila poslední léta svého života. Ve 111 se již začal zhoršovat její zdravotní stav, když měla problémy se zrakem i se sluchem. Zemřela 4. května 1969 ve věku 111 let a 194 dní, jako příčina úmrtí byla uvedena arterioskleróza.